# 香皮树
香皮树（学名：Meliosma fordii）为清风藤科泡花树属下的一个种。